# 育婴堂旧址
育婴堂旧址，为镇江市的一座清代建筑，位于梳儿巷29号。康熙年间夏尔范始创，开始为民办，乾隆年间被官府接管。到民国时期，有丹徒、扬中涨滩地数千亩。今存房屋三进，第一进门上石刻“育婴堂”三字，面阔三间进深五檩；二三进则为面阔三间进深七檩，内有石板天井。现为镇江市文物保护单位。